# Manoir de Mailloc
Le manoir de Mailloc est un manoir des XVIe (ou XVIIe), XVIIIe et XIXe siècles situé à Cailly-sur-Eure dans le département de l'Eure en Normandie. L'édifice fait l'objet d'une inscription au titre des Monuments historiques depuis le 21 août 1996.

## Localisation
Le manoir de Mailloc se situe sur le territoire de la commune de Cailly-sur-Eure dans le Centre-Est du département de l'Eure, au cœur de la vallée de l'Eure, entre Louviers au nord et Pacy-sur-Eure au sud. Elle s'élève à quelques centaines de mètres à l'est du bourg du village. 

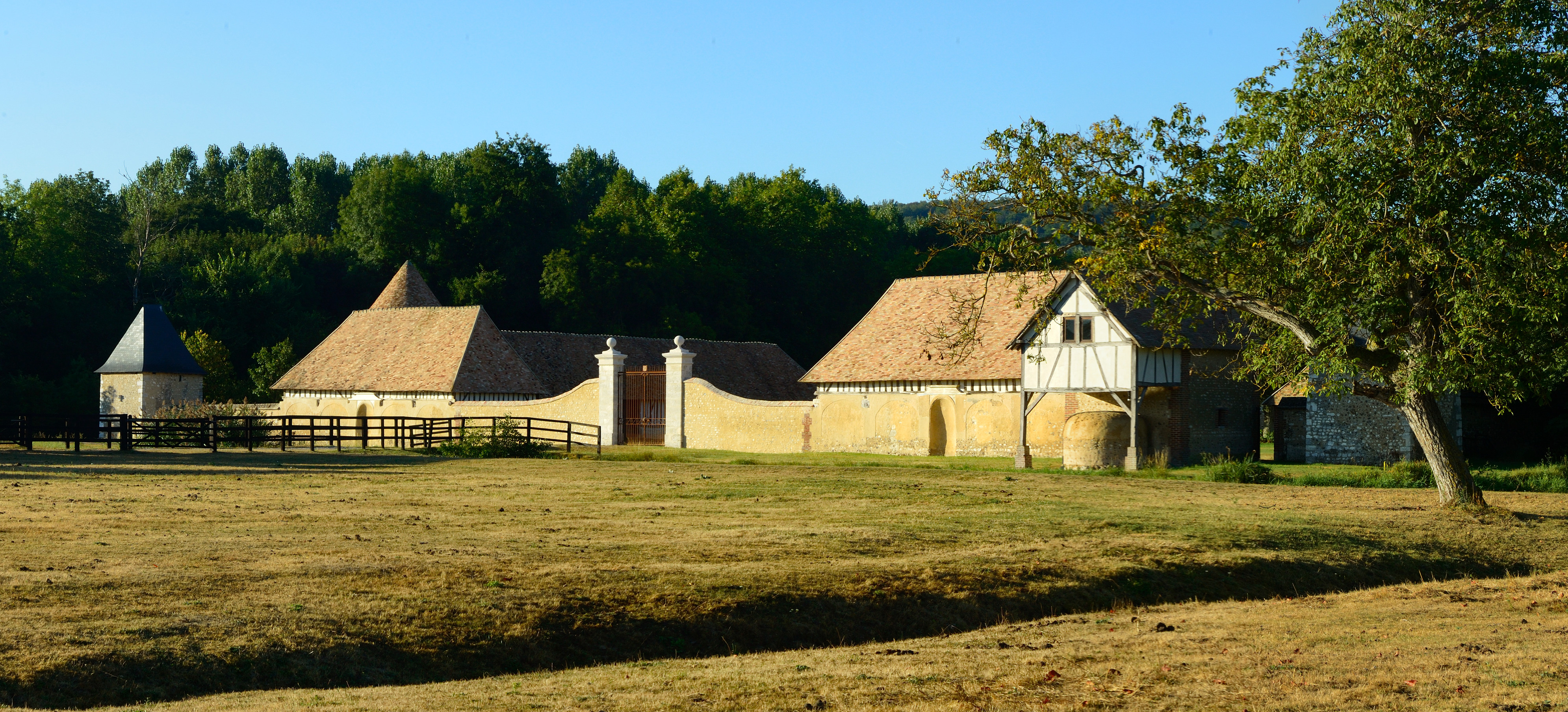
Vue d'ensemble.

## Historique
En 1588, la famille de Mailloc obtient la cession de biens appartenant à l'abbaye de la Croix-Saint-Leufroy. À la suite de ces acquisitions, elle fait ériger un manoir sur son nouveau domaine de Cailly-sur-Eure.
Vers 1653, une chapelle est construite.
On trouvait aux alentours, des vignes, des cultures vivrières, des noyers, de l'osier et un élevage piscicole. Il est racheté en 1994 et consacré à la culture potagère.

## Architecture
Le manoir est constitué d'un ensemble de bâtiments et de dépendances qui s'articulent autour d'une cour protégée par un fossé et cantonnée d'une tour carrée à chaque angle. Les dépendances comprennent des écuries, un cellier, un colombier circulaire, des granges et un logis d'exploitation,.

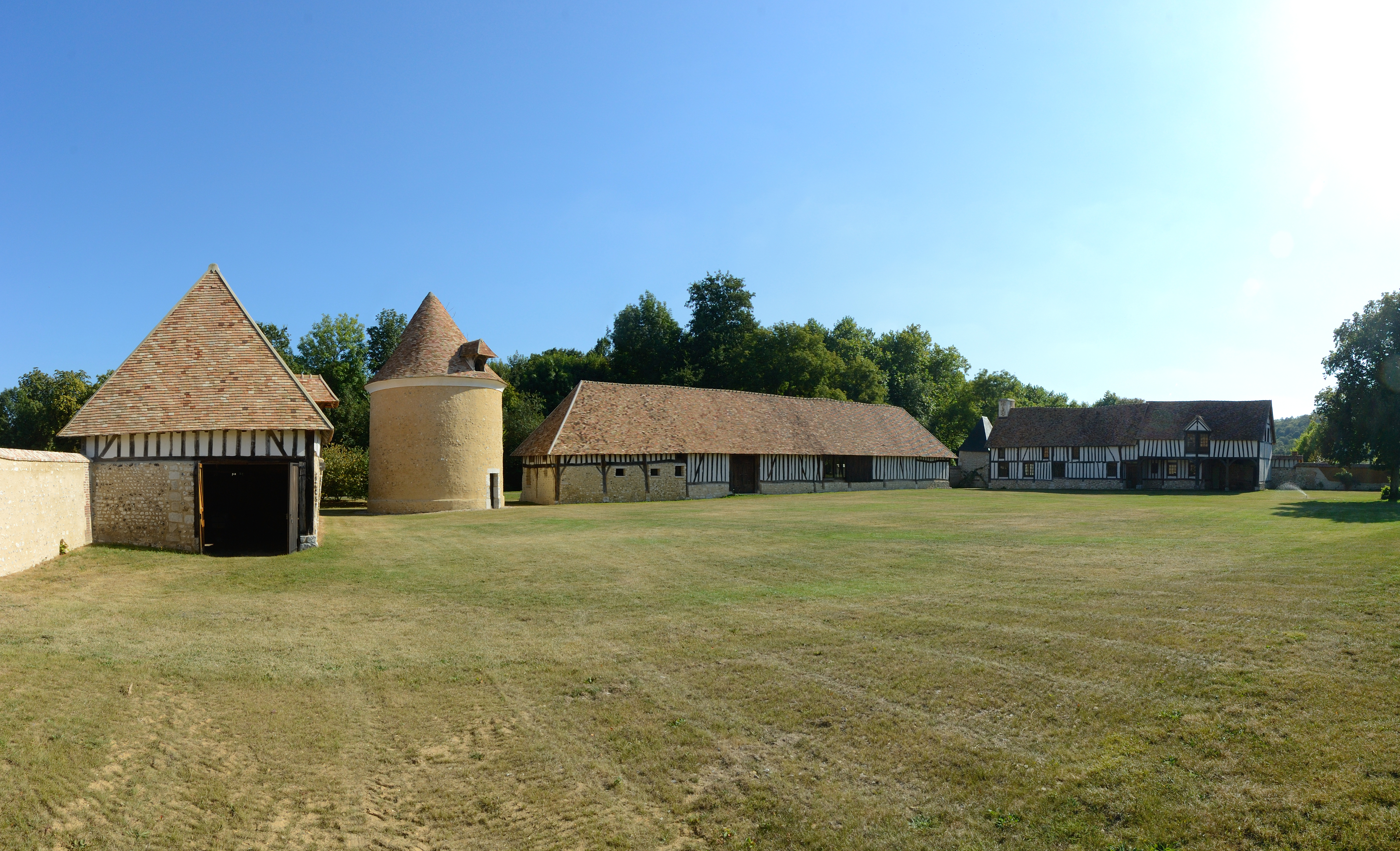
Vue de la cour enherbée.

Les bâtiments et les dépendances se distinguent par leurs soubassements en moellons et par des élévations ponctuellement en
colombages. Leurs toitures sont en tuile et celles des tours en ardoise.

## Protection
Le manoir de Mailloc fait l'objet d'une inscription au titre des monuments historiques par arrêté du 21 août 1996. Entrent dans le périmètre de cette inscription le manoir, y compris son assise foncière (parcelles 197, 198, 200, 199, 202 et 195 et une bande de terrain situé à l'extrémité nord et nord-est de la parcelle 212 correspondant au prolongement de la limite sud de la parcelle 199), les fossés et le ponceau nord-est (cad. A 195, 197 à 201, 212).